# Joncret
Joncret est un village de l'Entre-Sambre-et-Meuse, dans la province de Hainaut, en Belgique. Administrativement il fait partie de la commune de Gerpinnes, située en Région wallonne.
C'était une commune à part entière avant la fusion des communes de 1977.

## Géographie
Village peu peuplé (environ 550 habitants, 165 maisons), étendu sur 316 hectares, Joncret a conservé un caractère rural et bocager. Situé au centre de l'entité et culminant à 228 mètres, le village (de la rue Jean-Joseph-Piret) permet d'apercevoir par temps clair une dizaine de clochers parsemant un vaste horizon.
Joncret est situé sur un vaste plateau formé de sables de l'Ère tertiaire. De vastes sablières y ont été jadis ouvertes. Des affleurements de minerai de fer se rencontrent toutefois sur le bord du plateau de Moncharet.  
Au niveau hydrographique, la localité est traversée par deux vallons creusés par le ruisseau Charnoy qui prend sa source sur le plateau à proximité des Flaches et par le ruisseau de la Blanchisserie au nord. 
Au nord de Joncret, l'on trouve une vaste zone forestière de 355 ha (Site de Grand Intérêt Biologique) constituée par les Bois de la Bièrlêre, de Roumont et de Joncret. Il  fait partie de la frange forestière condruzienne qui s'étend au sud de Charleroi. Cette forêt faisant partie de l'antique forêt charbonnière comprend une variété d'espèces forestières telles que des hêtres, chênes, charmes, frênes et des aulnes sur le bord des divers ruisseaux qui prennent naissance sur ce plateau boisé. Au niveau de la faune, l'on y note la présence d'oiseaux cavernicoles comme le pic noir et le pic mar, de mammifères des bois comme la martre des pins, de papillons rares tel que le petit mars changeant, etc. En ce qui concerne les reptiles, la salamandre tachetée colonise les ruisselets et leurs zones de sources. Une réserve naturelle domaniale (le Verger Namèche) existe sur le côté nord du Bois de Joncret. 

## Évolution démographique
- Sources : INS, Rem. : 1831 jusqu'en 1970 = recensements, 1976 = nombre d'habitants au 31 décembre.

## Histoire

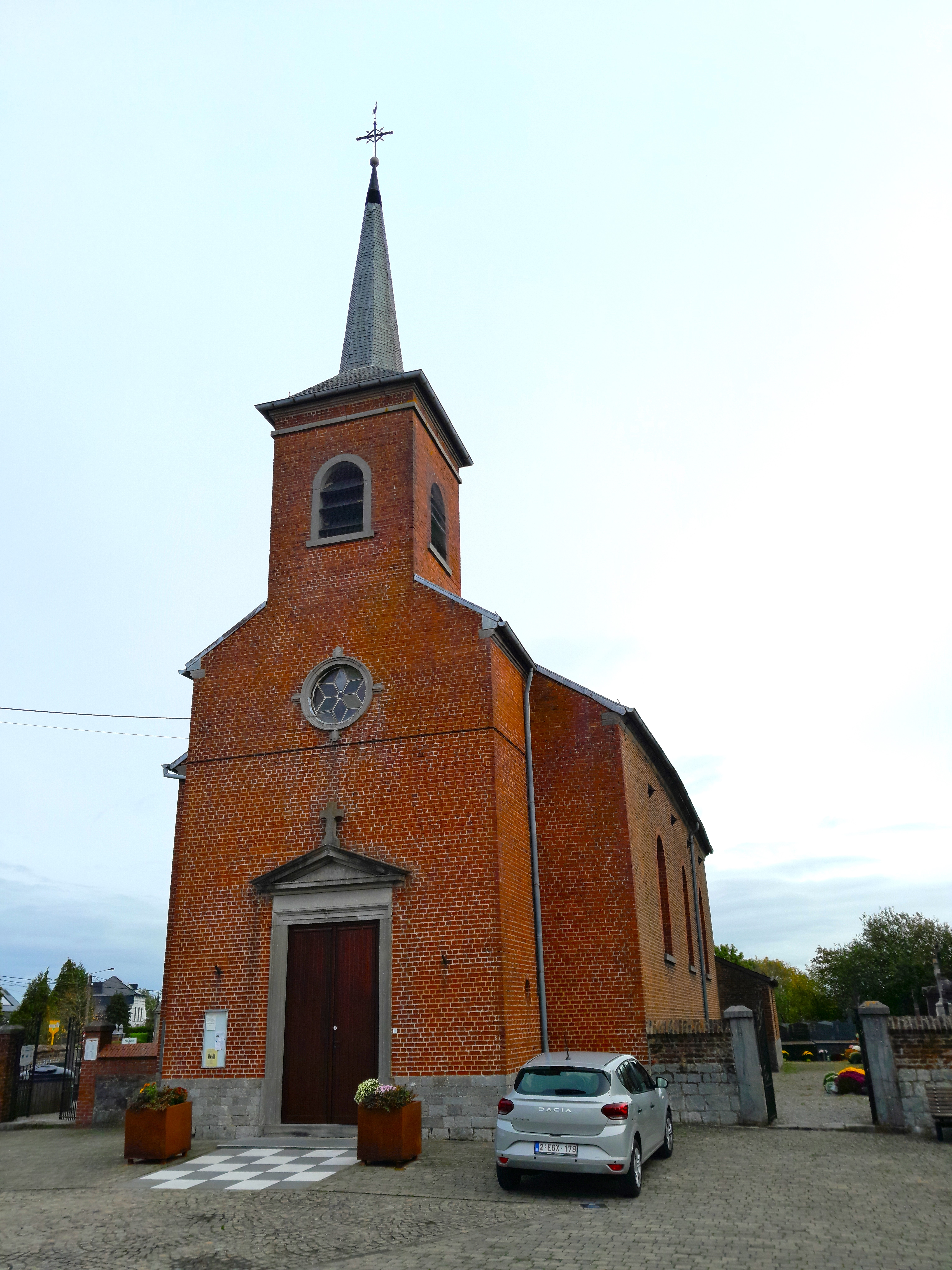
L'église Saint-Nicolas.

On a retrouvé dans le jardin d'une maison de la place communale de Joncret des silex taillés, des nucléi et des déchets de taille attestant d'une présence humaine au Néolithique.
Au début du Moyen Âge, on note la présence de tombes sur le territoire de Joncret qui faisait partie d'un grand domaine mérovingien. En 1050, Joncret est mentionné comme appartenant à la Principauté de Liège. Par la suite, il passe sous l'autorité du comté de Namur et du bailliage de Bouvignes.
Au XIVe siècle, la seigneurie de Joncret appartenait à la famille de Loverval. Elle passe ensuite à la famille de Hun, de Berlo et à celle de Namur qui étaient barons de Joncret, seigneurs de Berzée et de Villers-Poterie. Joncret relevait au judiciaire de la Cour féodale de Namur et au spirituel de la paroisse de Gerpinnes.
Au cours de l'Ancien régime, les limites entre Joncret et les autres villages étaient ordinairement marquées par des arbres. 

## Économie
Depuis la deuxième moitié du XIXe siècle jusqu'au milieu du XXe siècle, le sable a été exploité à Joncret. L'activité d'extraction ayant cessé, les sablières ont été remblayées.
Joncret est devenu un haut lieu de production de fraises en pleine terre de la Wallonie. L'exploitation de la ferme du Godiassau a vu le jour en 1991 et les superficies cultivées ont augmenté progressivement pour atteindre 30 ha. Les fraises, cueillies le jour même, sont  proposées à la vente au sein du magasin « Les Fraises Du Village » et à la dégustation dans la maison gourmande.
Deux centres équestres sont situés à Joncret bénéficiant des espaces ruraux disponibles : l'Écurie des Hauts Droits centrée sur l'hippothérapie et l'Écurie Equino qui agit notamment en tant que centre de revalidation équestre.

## Patrimoine
- Terre de très ancienne présence humaine, on y a découvert une tombe romaine, un cimetière mérovingien, des tumuli.
- L'église Saint-Nicolas qui date de 1854. Elle a été édifiée sur le point le plus élevé du plateau de Joncret par l'architecte Gonthier en style néo-classique[5].
- La place aux marronniers centenaires, les cèdres classés, les fermes du XIXe siècle en moellons calcaires.

## Folklore et vie associative

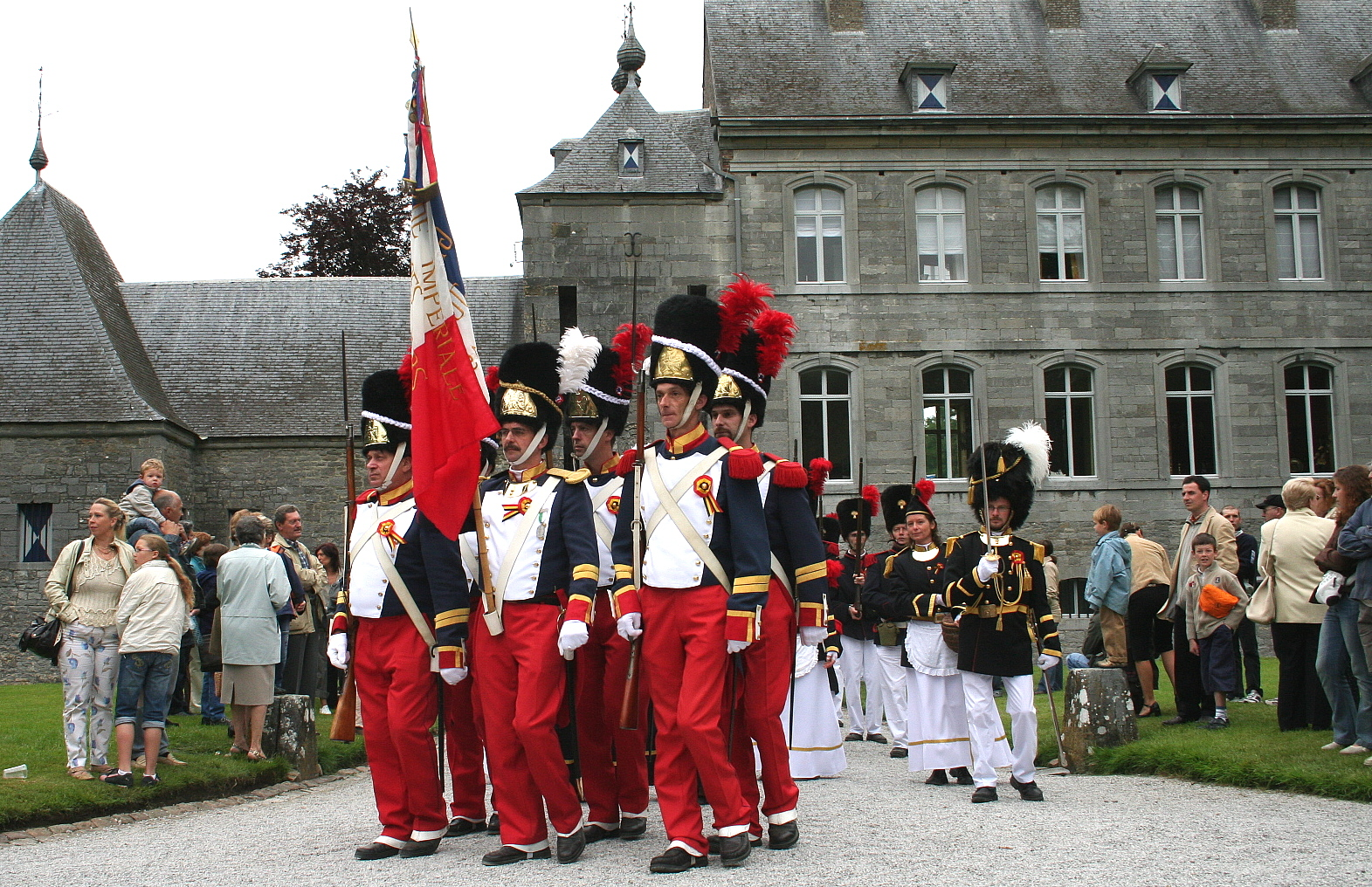
La compagnie des grenadiers de Joncret au château d'Acoz.

- Un comité dynamique organise le premier week-end d'août une fête champêtre fort connue dans la région, alternant des jeux populaires et attractions modernes (ULM, montgolfière, acrobaties aériennes...).
- Le lundi de Pentecôte la fibre joncrétoise vibre dès le réveil aux sons des fifres et tambours pour accueillir et accompagner, avec sa compagnie de près de 300 marcheurs, la célèbre Marche Sainte-Rolende.
- Joncret voit fréquemment défiler des marcheurs et cavaliers entre ses chapelles votives dont celle de Sainte-Marie datant de 1806.

## Liste de bourgmestres
- Jean Joseph Tenret 1792-1803
- Pierre Joseph Beaugrand : 1803-1806 et 1808-1814.
- Walter Boulvin : 1806-1808.
- Maximilien Defrenne 1814-1815.
- Louis Wauthy : 1815-1840.
- Jean-François Derenne : 1840-1845.
- Lucien Gillain (Interêts communaux) : 1845-1877.
- Jean-Baptiste Dubucq : 1877-1892.
- Jean-Baptiste Wayens (Liste du Mayeur) : 1892-1921.
- Fernand Ridelle (Intérêts communaux) : 1921 et 1939-1948.
- Eudore Patigny : 1921-1938.
- Jean-Joseph Piret : 1948-1970.
- Marcel Bodson : 1971-1976.

## Personnalités
- Jules Lebeau : général-major commandant l'artillerie des forts de Namur en 1914, décédé à Joncret et inhumé au cimetière de Joncret.